# 報・連・相
報・連・相（ほう・れん・そう）は、「報告」「連絡」「相談」を分かりやすくほうれん草と掛けた略語。主にビジネスにて使われる。

## 概要
報・連・相の主な意味は、以下の通りである。
報告
上司などの関係者に対して、自分の仕事の途中経過を周知すること。
連絡
自分の意見や憶測を含めずに、関係者に対して自分の現在の状況を周知すること。
相談
自分だけで業務上の判断が困難なとき、上司に意見をきくこと。
以上の説明で分かるように、報告と連絡は、非常に類似した意味を持っている。
そのため、報・連・相は実質的に『報告・連絡』『相談』の2つの行為を指すようになった（報・連・相には、食べ物のほうれん草と掛けるという意義も有るので、『ほうそう』『れんそう』などと呼称される事例はほとんど無い。）。

## 歴史
一般に、1982年に山種証券社長の山崎富治が社内キャンペーンで始めたことが広く知られている（著書『ほうれんそうが会社を強くする』がベストセラーとなり広まった）。
なお、発案については諸説あり、風呂で思いついたとか、ぼんやりしてるときに思いついたとか、あるいは福島中央テレビ元社長の今泉正顕による、元々提唱したのは日本青年会議所会頭をしていた若き日の山崎種二であるという説まである。
また、まるは食堂では1960年頃より経営理念としてほう・れん・そうを制定しており、元祖ではないかと言われてもいる。

## 誤解
「上司の状況判断に必要な、部下からの自発的な情報伝達」を習慣的に行わせるためのしつけとして捉えられているが、そもそも、提唱者の山崎の著書では、管理職が「イヤな情報、喜ばしくないデータ」を遠ざけず、問題点を積極的に改善していくことで、生え抜きでない社員や末端社員であっても容易に報告・連絡・相談が行える風通しの良い職場環境をつくるための手段として報連相を勧めているのであって、部下の努力目標ではない。

## 批判
無印良品では、「報告・連絡・相談」は成果が出ないとして採用されていない。